# Podział administracyjny Laosu

Ponumerowane prowincje Laosu

Laos podzielony jest na szesnaście prowincji (lao. ແຂວງ, khouèng) i jedną prefekturę (lao. ນະຄອນຫລວງ, kampheng nakhon).
1. Attapu
2. Bokéo
3. Bolikhamxai
4. Champassak
5. Houaphan
6. Khammouan
7. Louang Namtha
8. Louangphrabang
9. Oudômxai
10. Phôngsali
11. Saravane
12. Savannakhét
13. Xaignabouli
14. Xékong
15. Wientian (prefektura) z miastem Wientian
16. Wientian (prowincja)
17. Xieng Khouang

W latach 1994–2006 istniała również strefa specjalna (lao. ເຂດພິເສດ, khetphiset) Xaisômboun, obejmująca część współczesnych prowincji Wientian i Xieng Khouang.